# Aad van den Heuvel

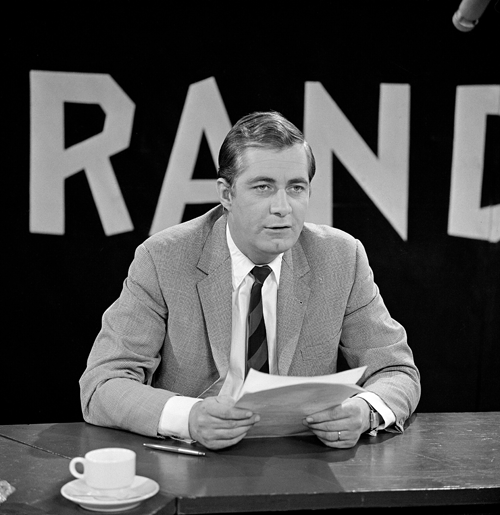
Aad van den Heuvel presenteert Brandpunt (1968)

Aad van den Heuvel (Rotterdam, 28 juni 1935 – Loenen aan de Vecht, 10 juni 2020) was een Nederlands journalist, programmamaker en schrijver.

## Levensloop
Van den Heuvel werd geboren in Rotterdam. Na het bombardement op Rotterdam kwamen zijn ouders in Sliedrecht terecht, waar hij opgroeide in een dijkhuis aan de Merwede. Hij wilde eigenlijk net als zijn vader zeeman worden maar hij was kleurenblind.
Hij volgde de HBS en studeerde voor sportleraar, maar hij werd freelance sportverslaggever voor diverse kranten.

### Omroepcarrière
In 1959 kwam hij bij de KRO langs voor een interview met directeur Jan Castelijns over sport en televisie. Castelijns verkeerde echter in de veronderstelling dat Van den Heuvel kwam solliciteren. Hij werd meteen aangenomen.
Een van zijn eerste verslagen maakte hij in 1961 toen de Berlijnse Muur werd gebouwd. De reportage was aanleiding om een actualiteitenrubriek op te zetten. Als naam voor de nieuwe actualiteitenrubriek suggereerde Van den Heuvel Focus. "Mooi," antwoordde Castelijns, "daar maken we Brandpunt van." En Brandpunt was geboren. Brandpunt maakte in Nederland naam met uitgebreide reportages.
Tot 1973 was Van den Heuvel verslaggever en presentator van Brandpunt en bereisde hij in die hoedanigheid de hele wereld, waarbij hij niet zelden bij terugkeer op Schiphol zelf werd opgewacht door journalisten.
Hij vond in 1966 zes uit Breda ontsnapte oorlogsmisdadigers terug. In 1967 interviewde hij de president van Indonesië, Soekarno, vlak voor die werd afgezet. Van Soekarno deed hij zijn geuzennaam op: "Van den Heuvel, ik heb je door". Zijn reportage in de Biafraoorlog maakte de wereld duidelijk wat er tussen Biafra en Nigeria gaande was. Hij maakte er een filmverslag tijdens een luchtaanval aan de overkant van de straat. Hij was in Vietnam tijdens de Vietnamoorlog. In 1968 interviewde hij Martin Luther King op de vooravond van diens dood. Hij maakte een portret van Nobelprijswinnaar Gabriel García Márquez. Zijn mooiste primeur vond hij dat hij zeven oorlogsmisdadigers uit de Tweede Wereldoorlog opspoorde die in 1953 uit de gevangenis van Breda waren gevlucht.
Na 1973 maakte Van den Heuvel een aantal speciale televisieprogramma's, zoals de J.C.J. van Speykshow, Cursief en de De Alles is Anders Show, later gevolgd door De Ver van mijn Bed-show (met Han van der Meer) en KRO's Middageditie. Grote bekendheid bereikte hij eind jaren tachtig met Ook dat nog!. Van den Heuvel was de anchorman van dat humoristische consumentenprogramma, dat verder voornamelijk werd gedragen door Sylvia Millecam, Hans Böhm, Gregor Frenkel Frank en Erik van Muiswinkel (later: Bavo Galama). Niet al zijn pogingen op het gebied van satire lukten. Hij stond in 1977 aan de wieg van het satirisch televisieprogramma De Nieuwsgier van de KRO met onder andere Peter Knegjens en Anne van Egmond, dat echter niet in de smaak viel en na een paar afleveringen werd gestopt. Twintig jaar later probeerde hij het opnieuw. Van den Heuvel werd toen bijgestaan door onder andere Coen van Vrijberghe de Coningh en Fred Florusse. De nieuwe reeks had ook geen succes.
Door zijn vele reizen had Van den Heuvel een ruimere blik op de wereld gekregen. Hij betreurde dat langere reportages over de derde wereld, zoals hij die voor Brandpunt maakte, steeds minder op televisie te zien waren. Die onvrede motiveerde hem tot het oprichten van De Nieuwe Omroep in 2000. In 2004 werd besloten tot een fusie met een andere aspirantomroep, Nútopia, tot De Nieuwe Omroep Nútopia, later LLiNK. In 2005 verkreeg LLiNK een zendmachtiging. De omroep ging in 2010 failliet.
Na een lange afwezigheid verscheen Van den Heuvel in 2012 in het NTR-discussieprogramma De Halve Maan, dat hij samen met Naeeda Aurangzeb presenteerde. Het televisieprogramma liep tot midden 2013.
Op de radio presenteerde Van den Heuvel Met het Oog op Morgen en Op de valreep. Hij schreef een wekelijkse column op het blog Broadcast Magazine.

### Persoonlijk
Van den Heuvel was na een scheiding getrouwd met Annette Kentie, Journaal-regisseur, en had twee kinderen, Mark en Caroline, die beiden in de journalistiek werkzaam zijn; Caroline van den Heuvel werkt bij EenVandaag van AVROTROS.
In juni 2020 overleed hij op 84-jarige leeftijd. Hij was al geruime tijd ziek. Op 13 juni was zijn uitvaart in besloten kring. Zijn kinderen maakten in 2022 een documentaire over hem: Dit was Aad, goedenavond.

## Prijzen
- Zilveren Nipkowschijf voor Brandpunt (1964)
- Ivoren globe op het Actualiteiten Festival in Cannes (1968) voor het vraaggesprek met Soekarno
- Premio Ondas voor Washington brandt na de moord op Martin Luther King, Barcelona (1968)
- Premio Ondas voor Bommen op Biafra, Barcelona (1969)
- Televizierring voor Ook dat nog! (1990)

## Wetenswaardigheden
- Gerrit Komrij noemde hem "de schoolmeester van de KRO".
- Van den Heuvel meende dat vriendelijkheid hem verder bracht dan chagrijn.
- Collega's van Van den Heuvel uit de begintijd van Brandpunt waren onder anderen Ed van Westerloo, Frits van der Poel, Ad Langebent en Willibrord Frequin.